# Čistěves
Čistěves là một làng thuộc huyện Hradec Králové, vùng Královéhradecký, Cộng hòa Séc.